# Riad
Ne doit pas être confondu avec Riyad.

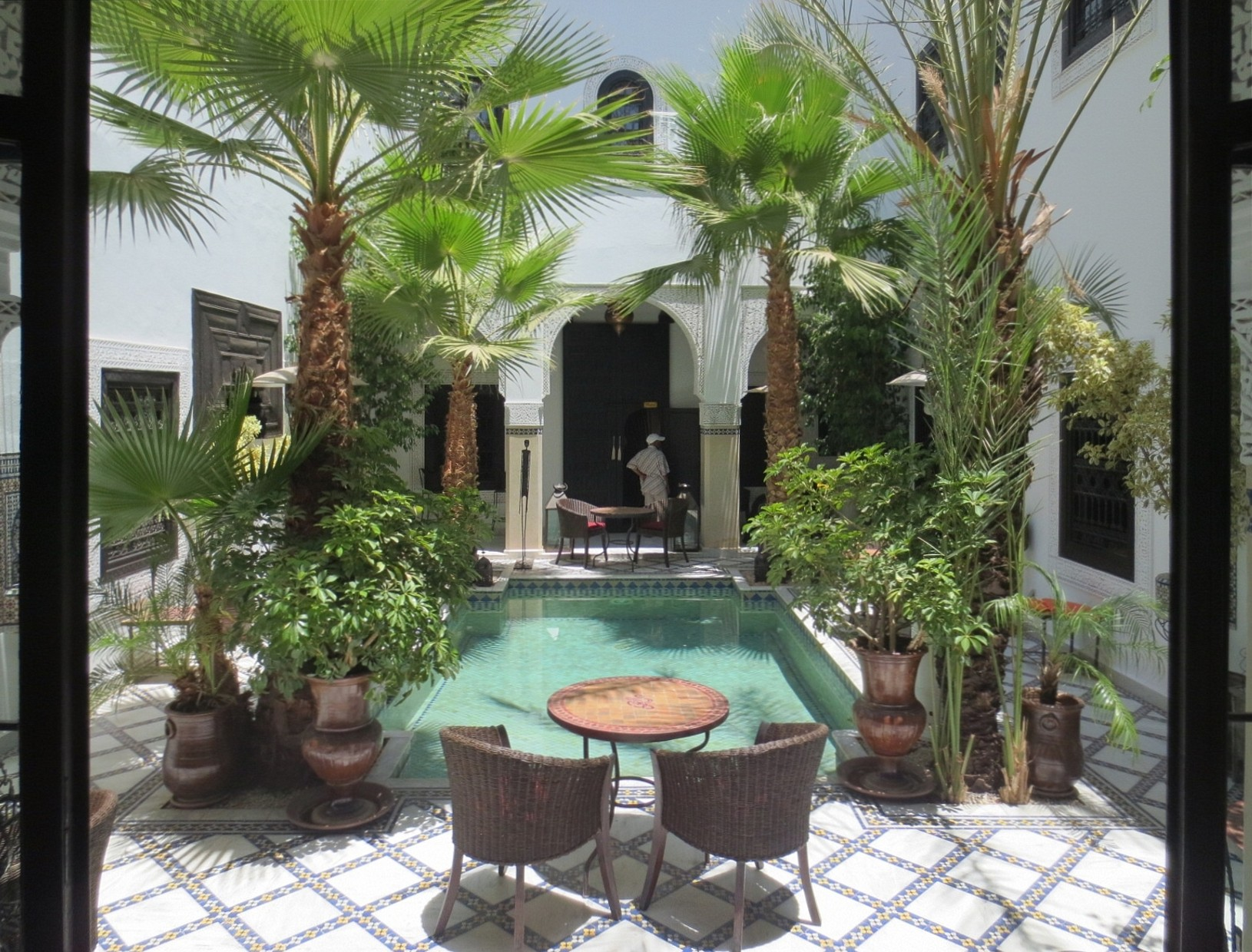
Patio naturellement calme, frais, climatisé et verdoyant d'un riad de la médina de Marrakech au Maroc.

Un riad (jardin en arabe : روض (rawḍa), pluriel : رياض (riyāḍ)) est une demeure urbaine traditionnelle répandue dans le monde arabe, en al-Andalus et plus particulièrement au Maroc, disposant d'un patio central ou d'un jardin intérieur. Elles se situent le plus souvent dans les médinas (centres historiques) des villes.
Ce sont les Arabes qui l'utiliseront pour la première fois en Andalousie (Espagne musulmane), en s'inspirant des jardins persans ou pairi-daeza antiques. Avant de se répandre pendant la période des califats islamiques partout dans le monde arabe. Les riyāḍ sont notamment très utilisés dans l'architecture mauresque.

## Étymologie
Le terme riad trouve son origine dans le mot arabe رياض (riyāḍ)[réf. souhaitée].

## Histoire
Historiquement, ce terme désignait un type de jardin intérieur fréquent dans l'architecture mauresque historique d'Al-Andalus (péninsule ibérique) et du Maghreb. composé d'un jardin rectangulaire avec une cour centrale divisée symétriquement en quatre parties le long de ses axes centraux et comportant généralement une fontaine au milieu.
L'architecture des riyāḍ a finalement des racines anciennes dans l'architecture domestique mauresque. L'utilisation de maisons centrées autour de cours intérieures existait dans le monde gréco-romain antique et, avant cela, dans le Moyen-Orient antique. Les jardins intérieurs sont également une caractéristique ancienne de l'architecture domestique au Moyen-Orient, et ces jardins géométrique issu de l'architecture mauresque trouvent leur origine en particulier dans la civilisation persane. Des vestiges archéologiques de jardins similaires ont été découverts autour de la Mésopotamie antique, et on retrouve dans les ruines de l'architecture iranienne et moyen-oriental des jardins similaire, connus sous le nom de chahar bagh. En plus des influences existantes de la culture gréco-romaine en Méditerranée, la formation des califats islamique après le VIIe siècle a également propagé et établi ces modèles architecturaux à travers la région jusqu'au Maghreb et plus particulièrement en Al-Andalus. Les jardins intérieurs étaient une caractéristique populaire de l'architecture des palais arabes car l'eau et la verdure étaient associées à des images de paradis dans l'islam,,.

## Description
Généralement hauts de un à cinq étages, les riads sont entièrement refermés sur l'intérieur, isolés par de hauts murs neutres et austères, avec un minimum d'ouvertures pour protéger de la chaleur et du bruit de la rue.
Situés le plus souvent dans une médina, ils comportent en général un seul étage du fait de contraintes administratives ; en outre, l'architecture de certains quartiers prévoit des règles particulières, du fait, par exemple, de la proximité d'un monument comme une kasbah (palais royal).
Les riads s'organisent autour d'un patio - salon / - salle à manger central, comme base d'une structure architecturale en forme de puits de jour étagé en balcons tournés sur l’intérieur, inspirée de l'habitat arabo-andalou traditionnel, de l'héritage persan et de l'héritage romain (atrium d'habitation de la Rome antique).

Patio
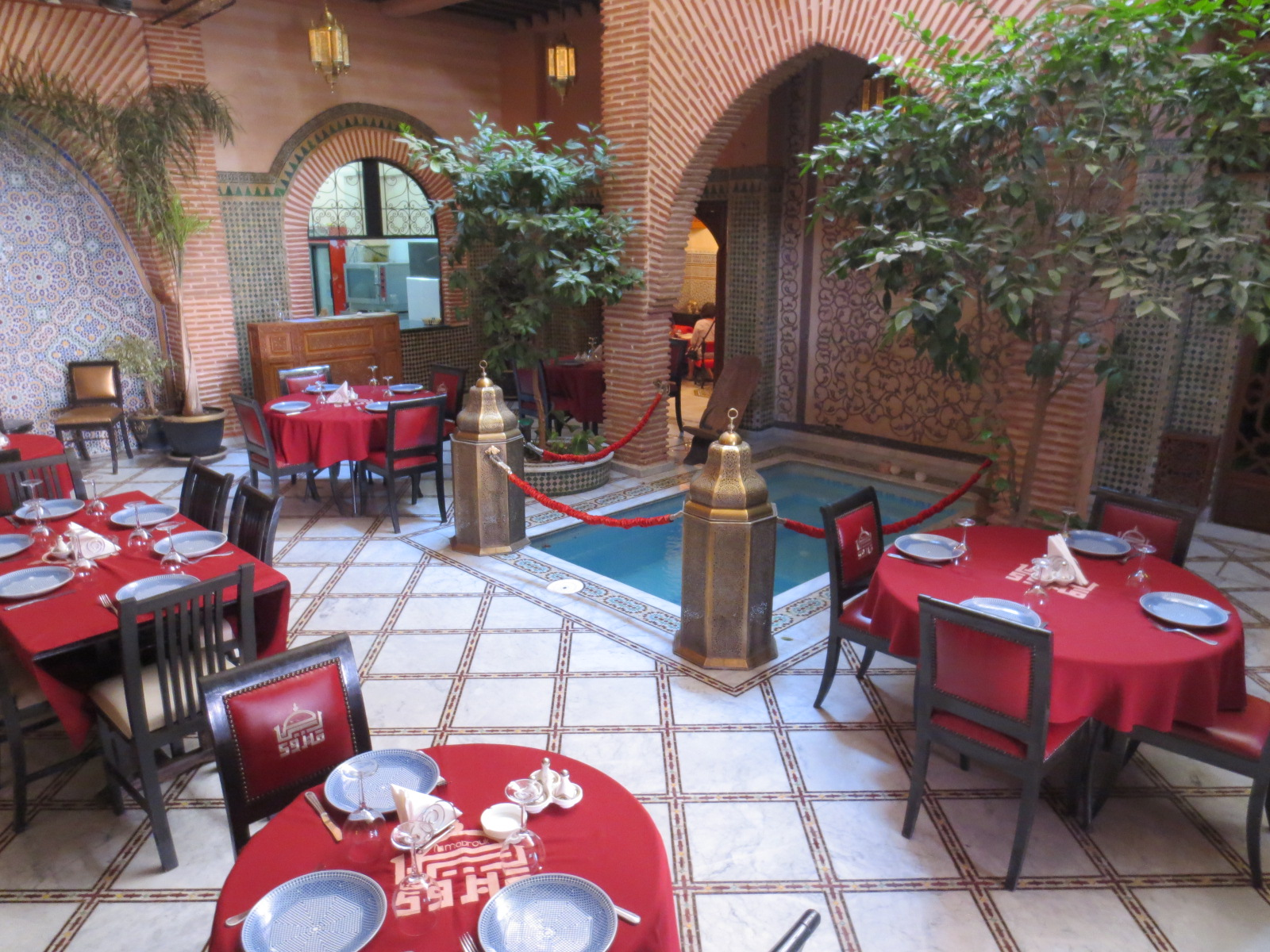
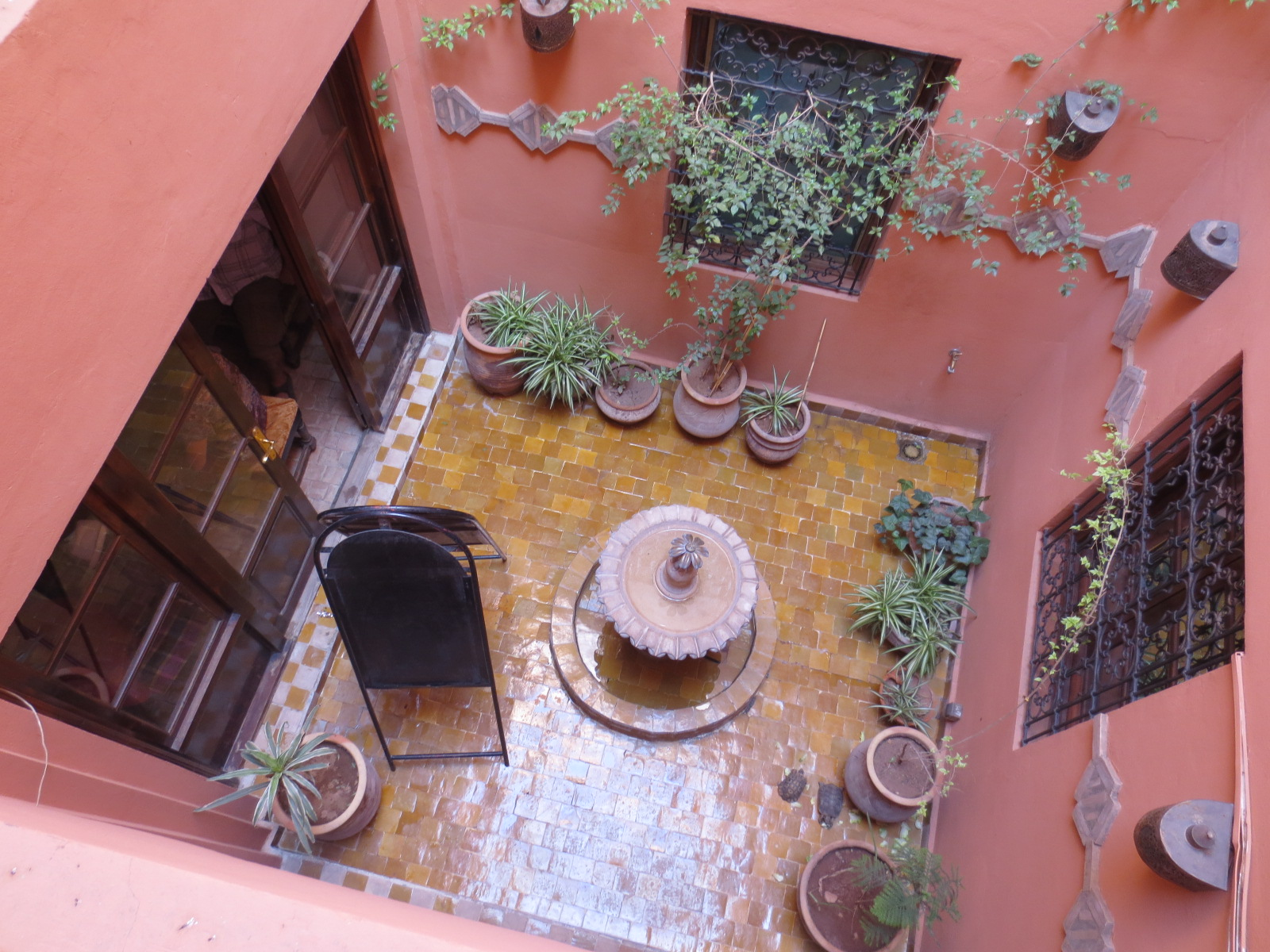
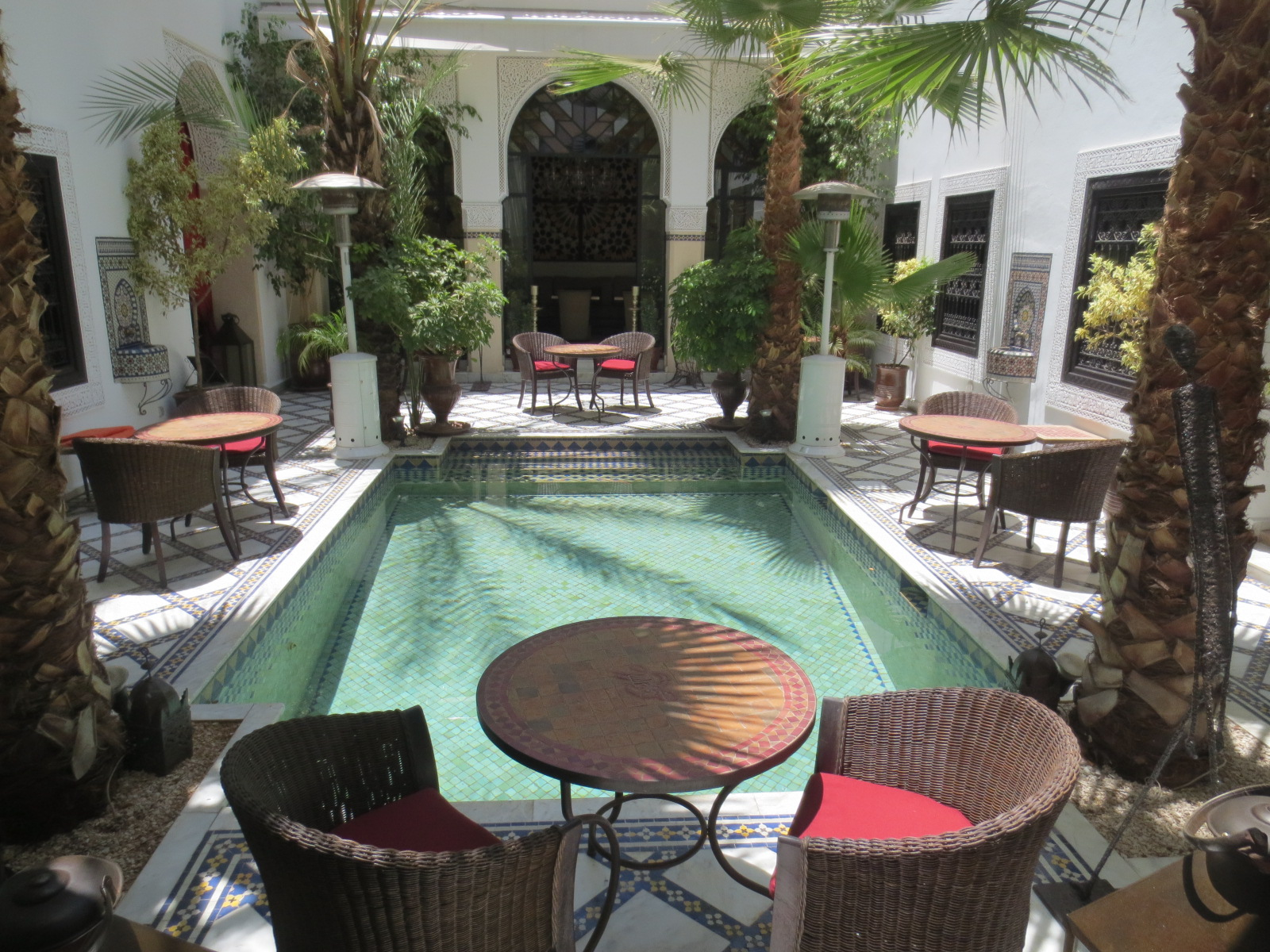
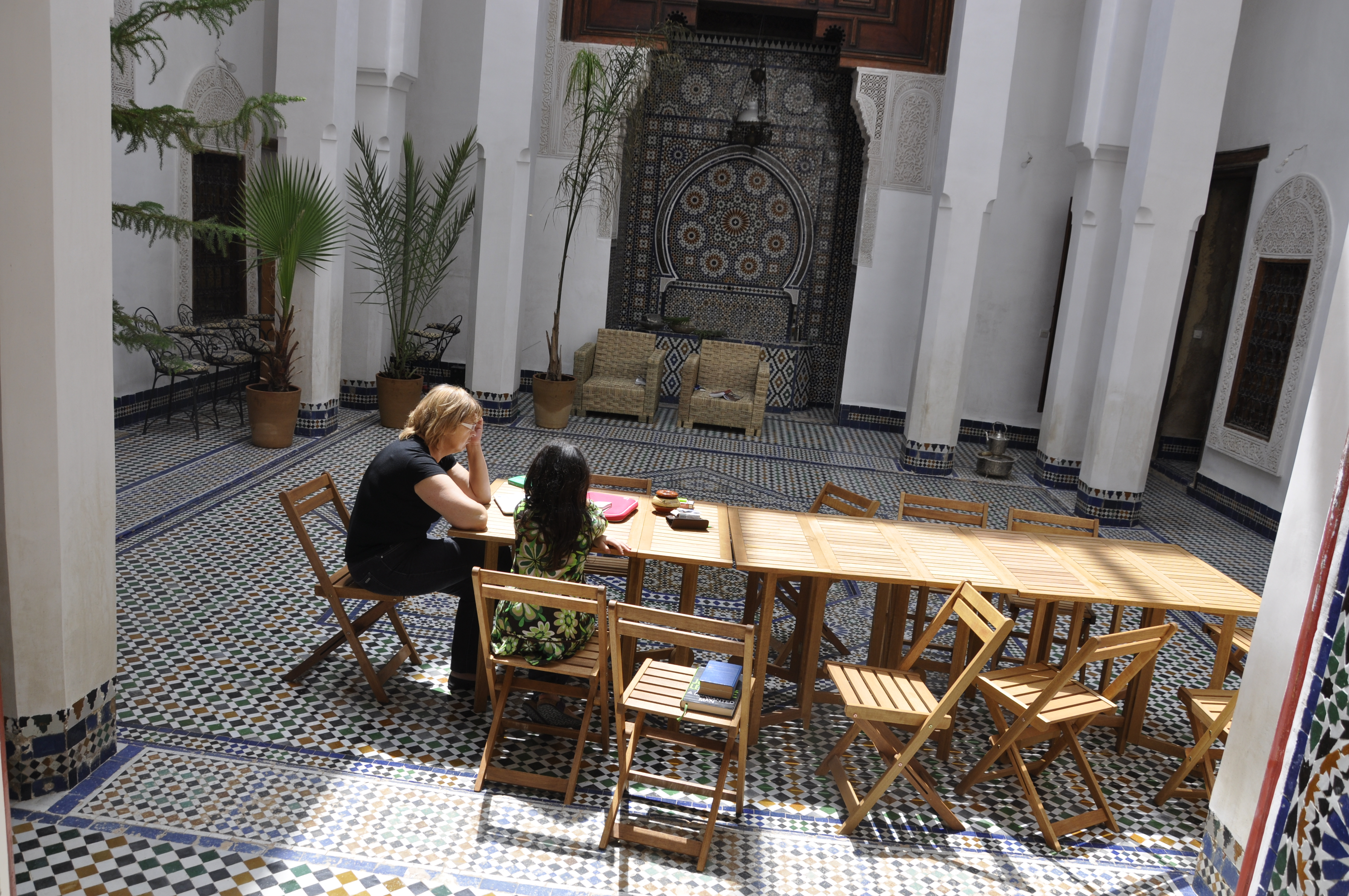

Le patio naturellement frais et climatisé est inspiré des oasis, du jardin islamique et du jardin persan (d'où le nom de riad tire son étymologie). Il est généralement planté d'arbres, de plantes ornementales et doté de bassins et fontaines rafraîchissants.

Salons et salle à manger
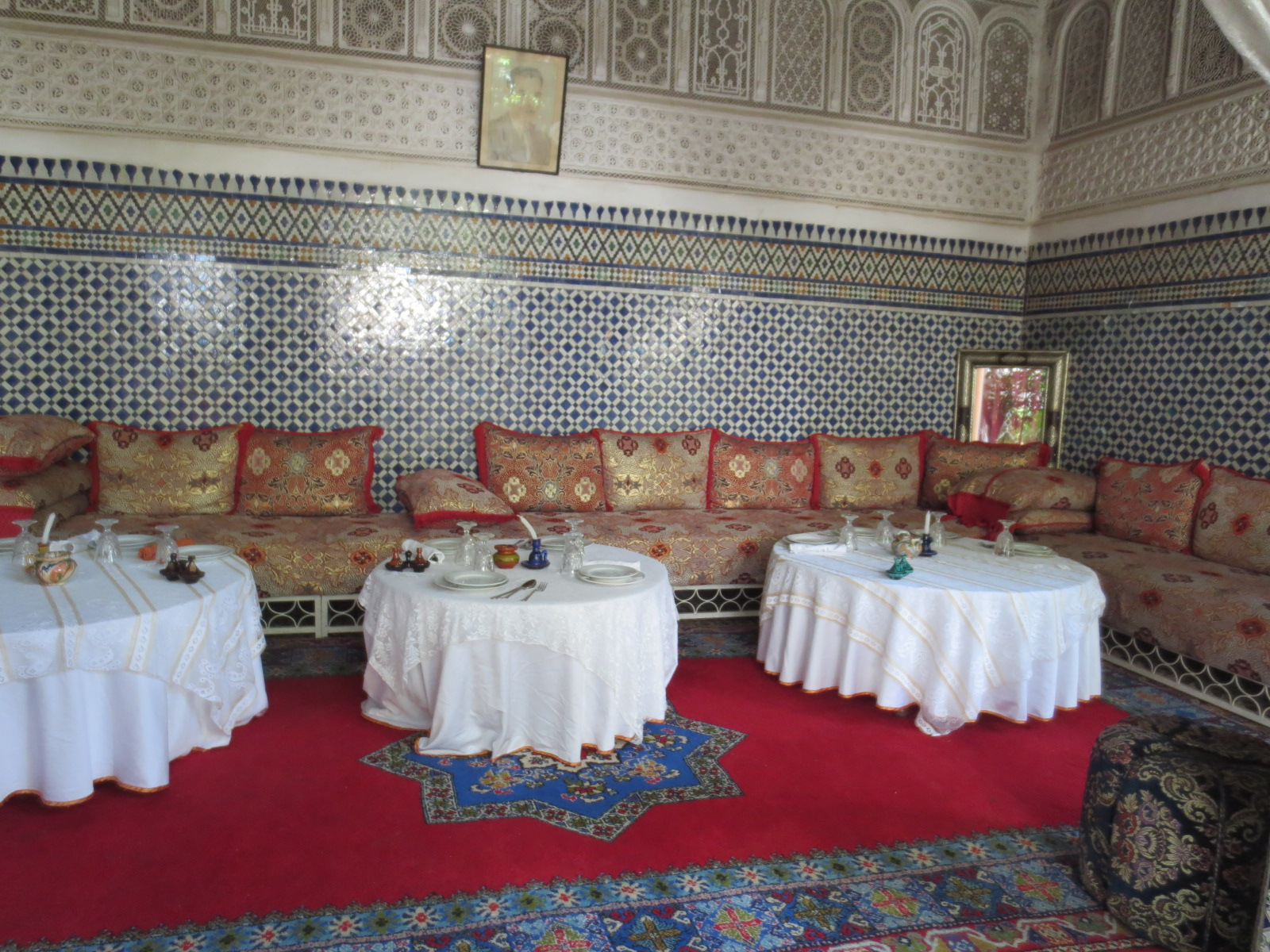
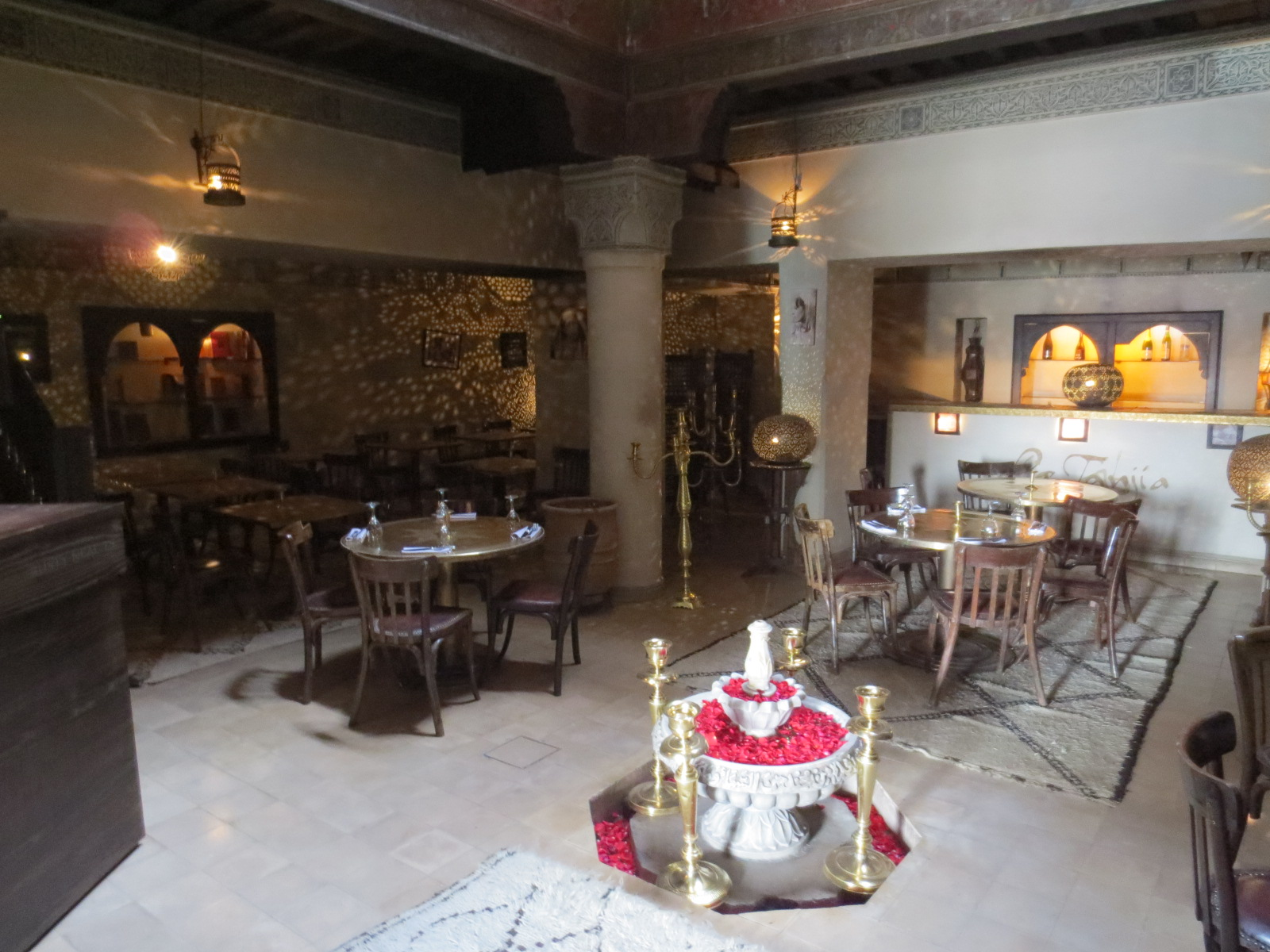
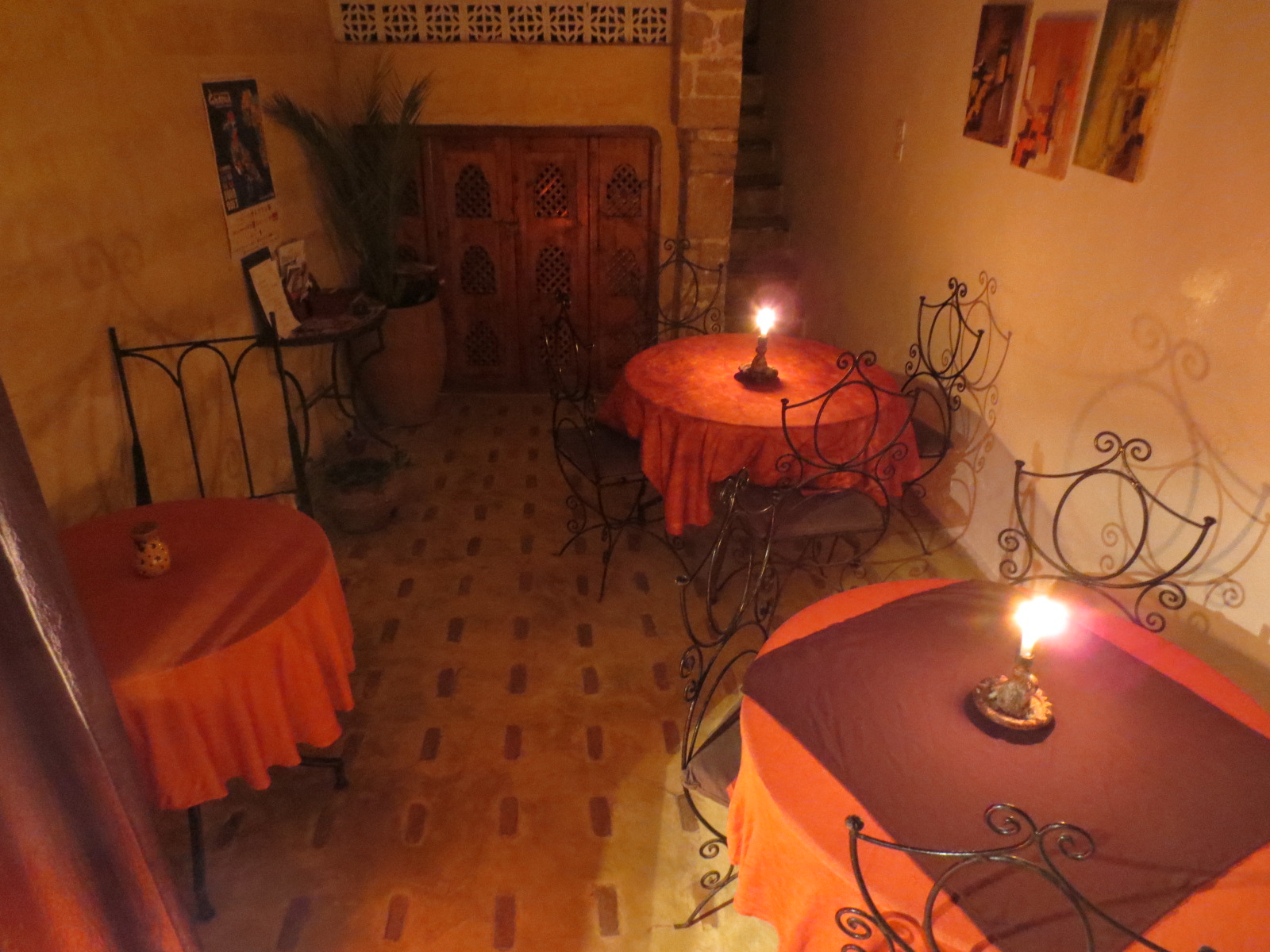
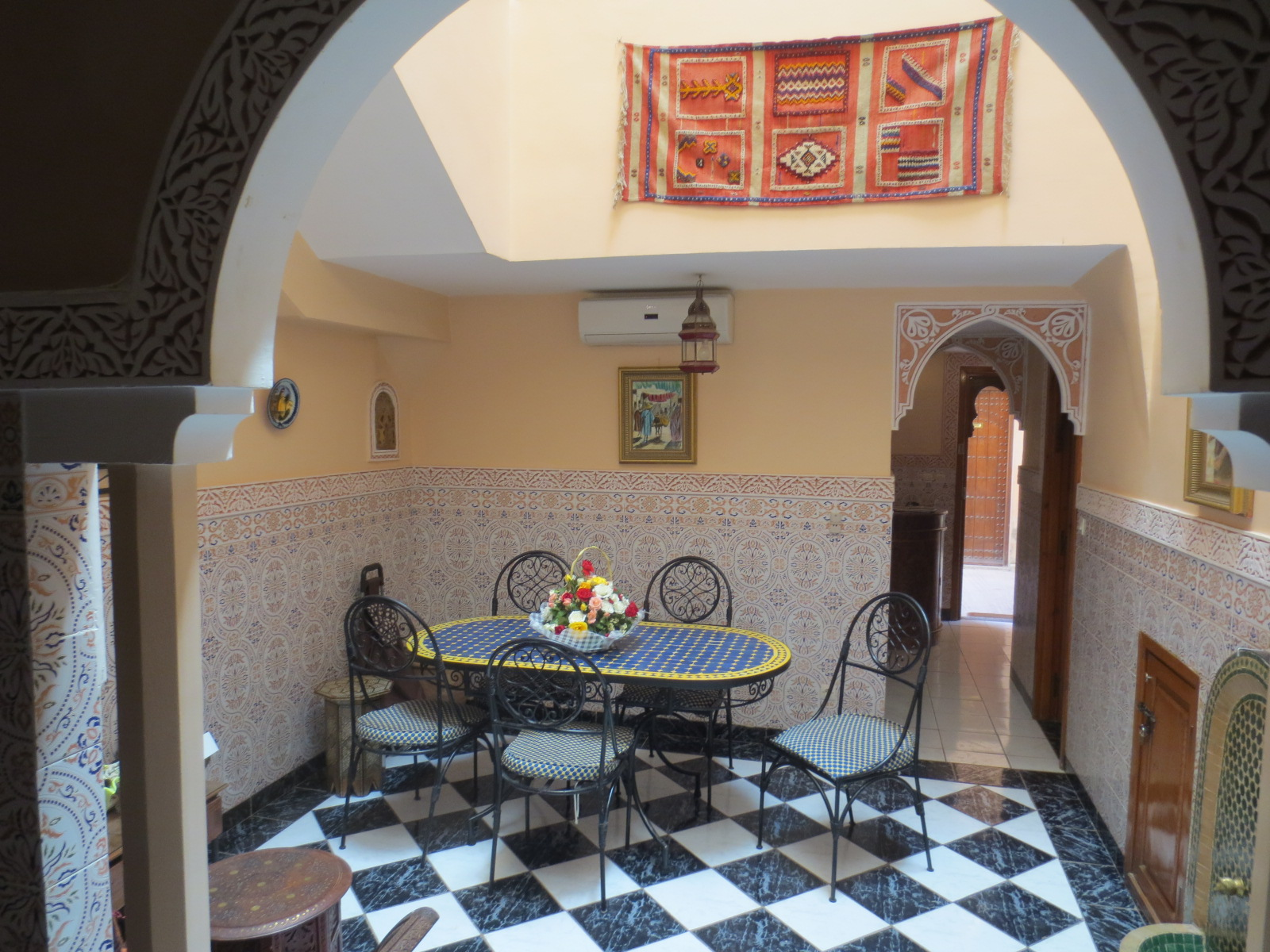

Les salons et la salle à manger ouverts sont tournés vers le patio (bou’h ou menzeh) et permettent de profiter de sa fraîcheur. La cuisine est également au rez-de-chaussée.

Chambres
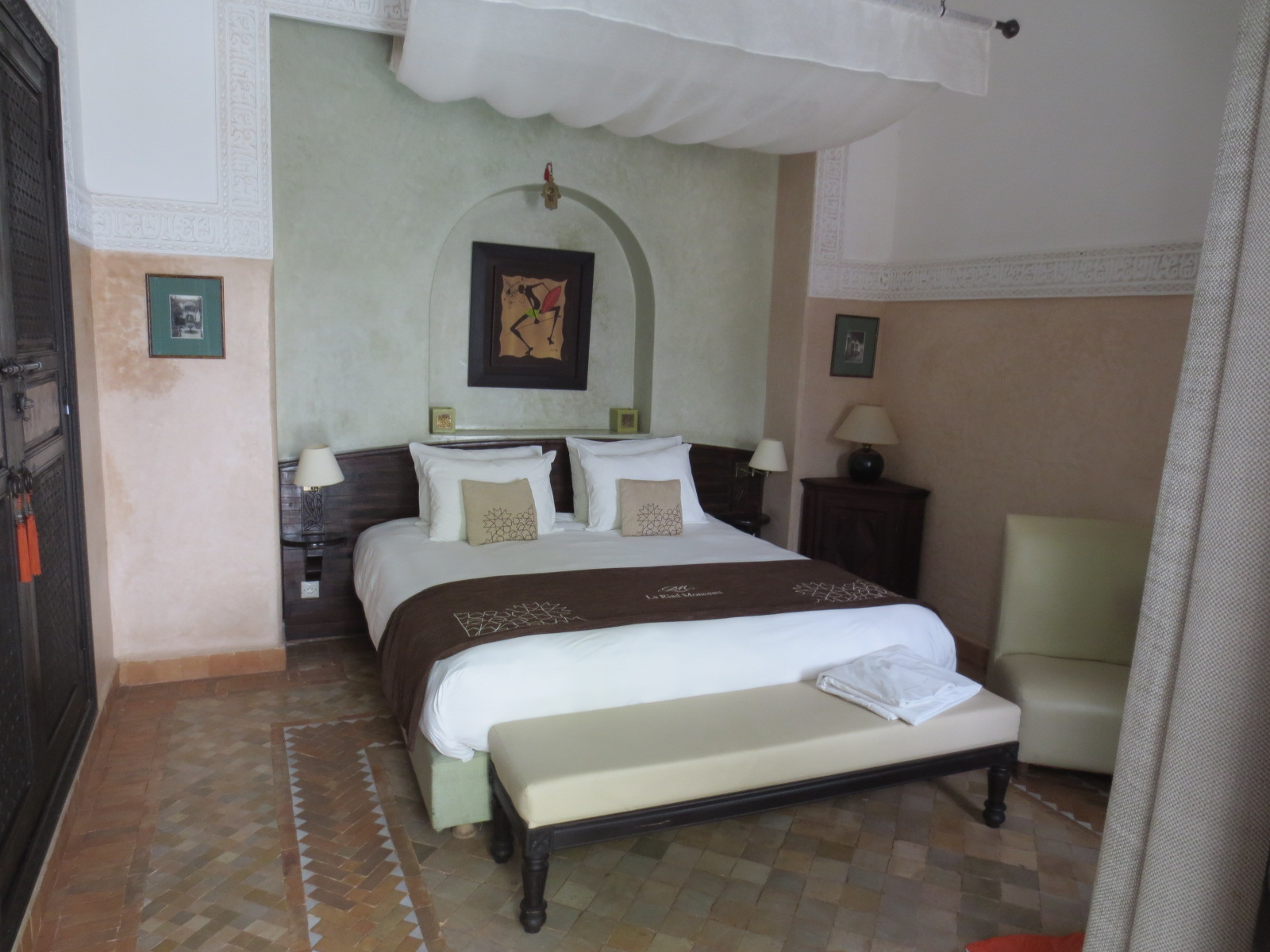
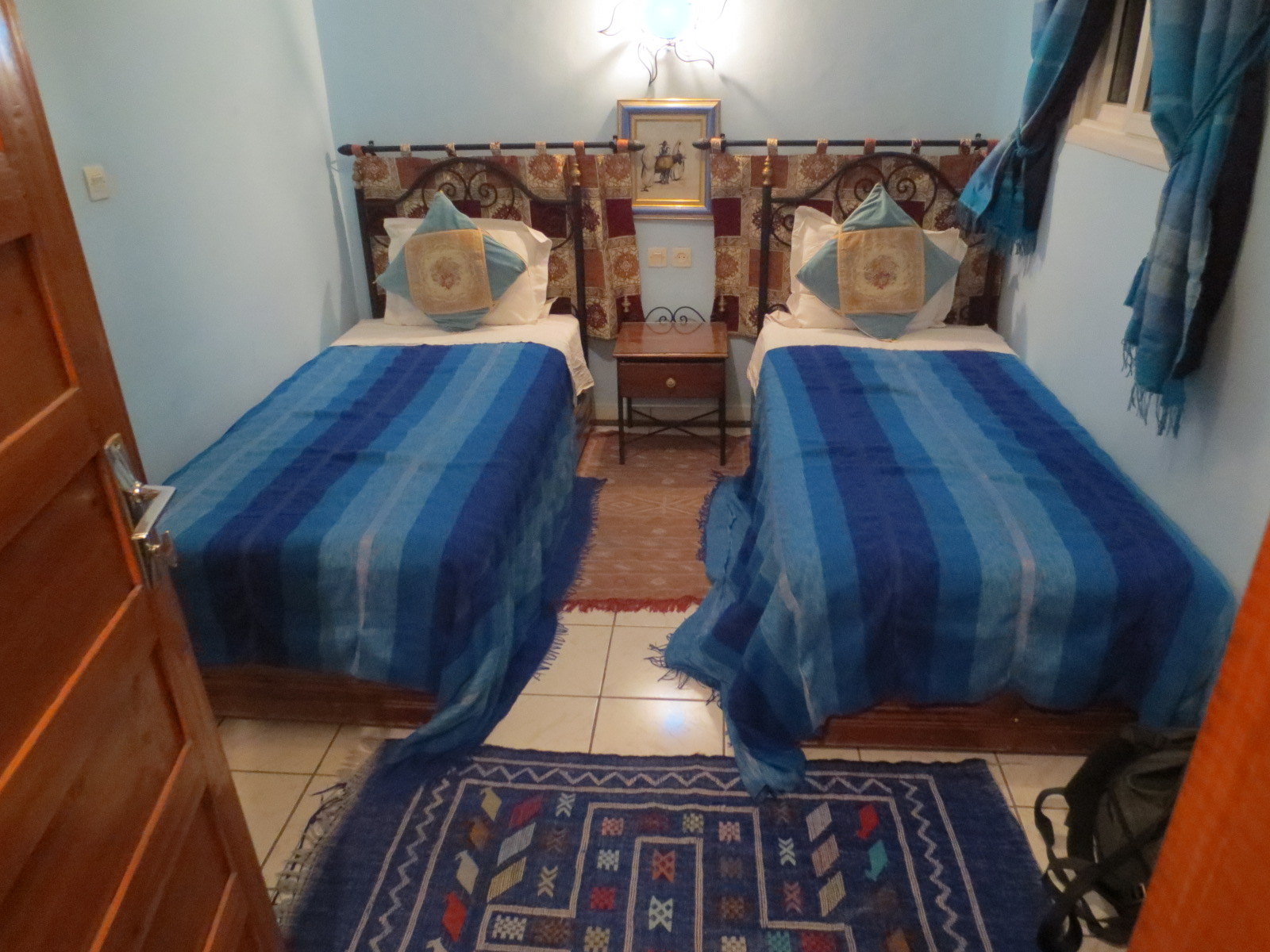
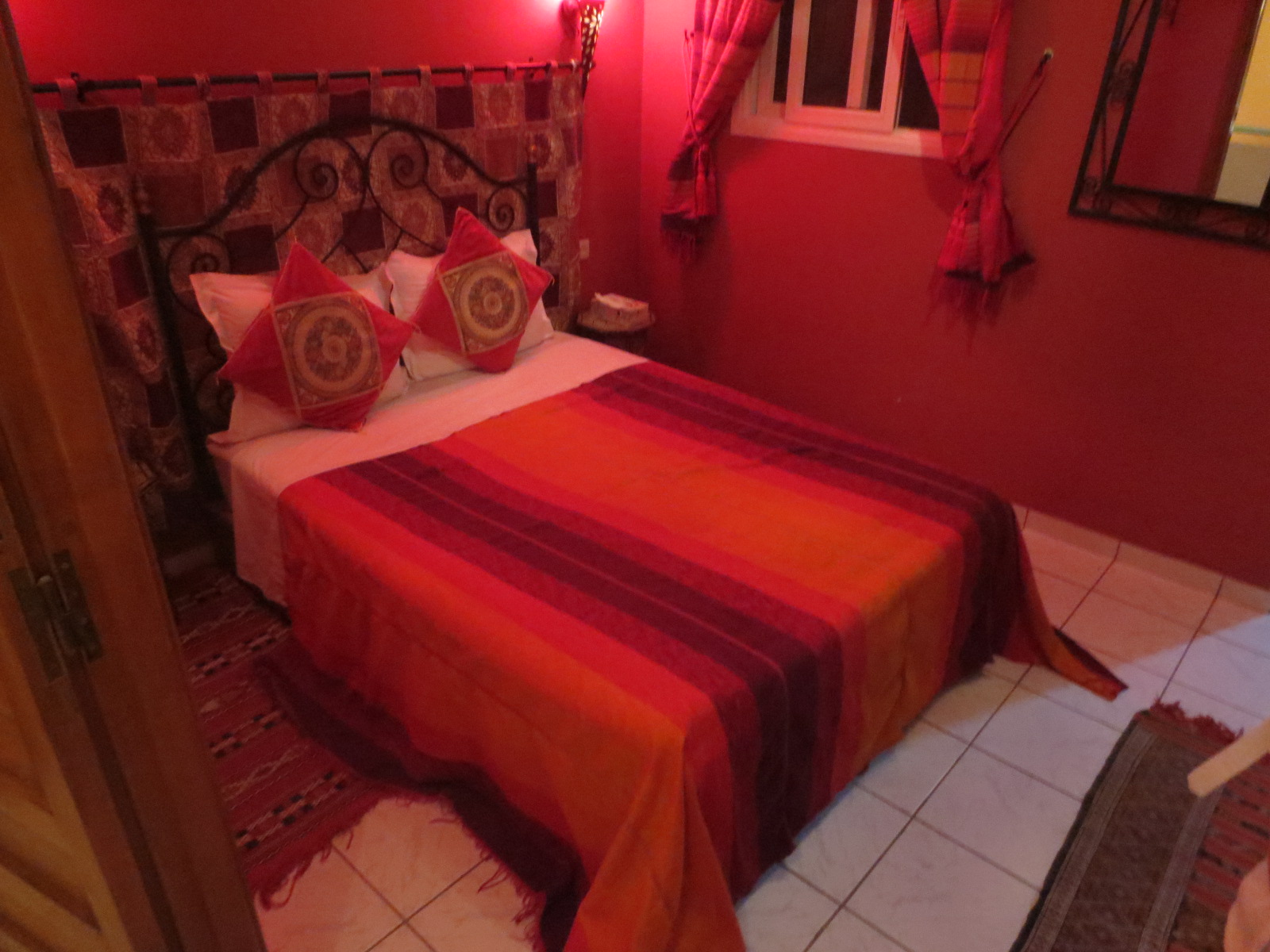
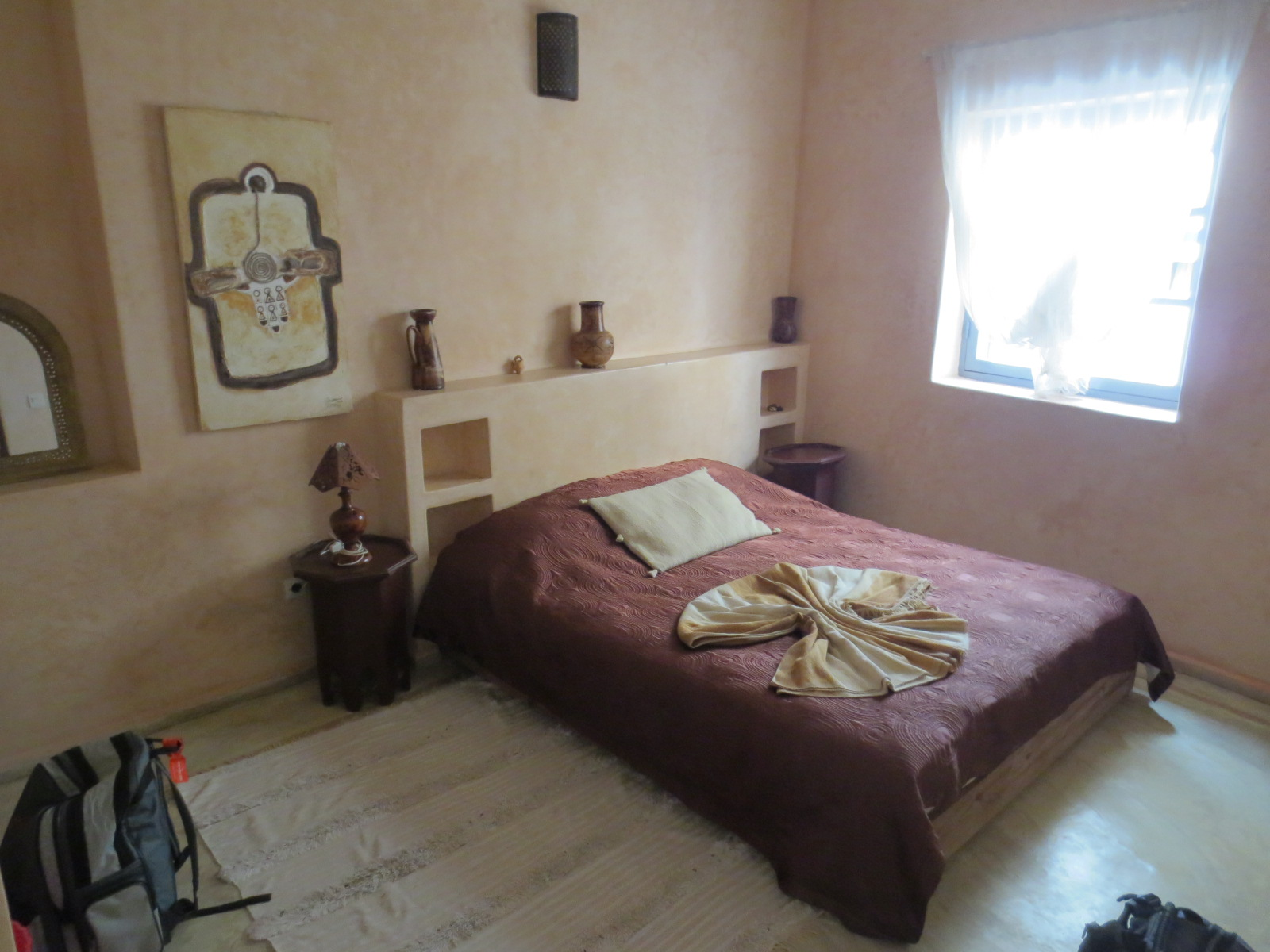

Les chambres sont à l'étage tandis que le sommet du puits de jour peut être ouvert, ou fermé par une toile ou une verrière rétractable, selon la saison, le niveau de lumière, de chaleur, la météo, etc. Le toit est aménagé en terrasse de plein ciel, donnant sur les autres toits et l’environnement urbain. il peut comporter un solarium et un hammam.

Forme en puits et balcons
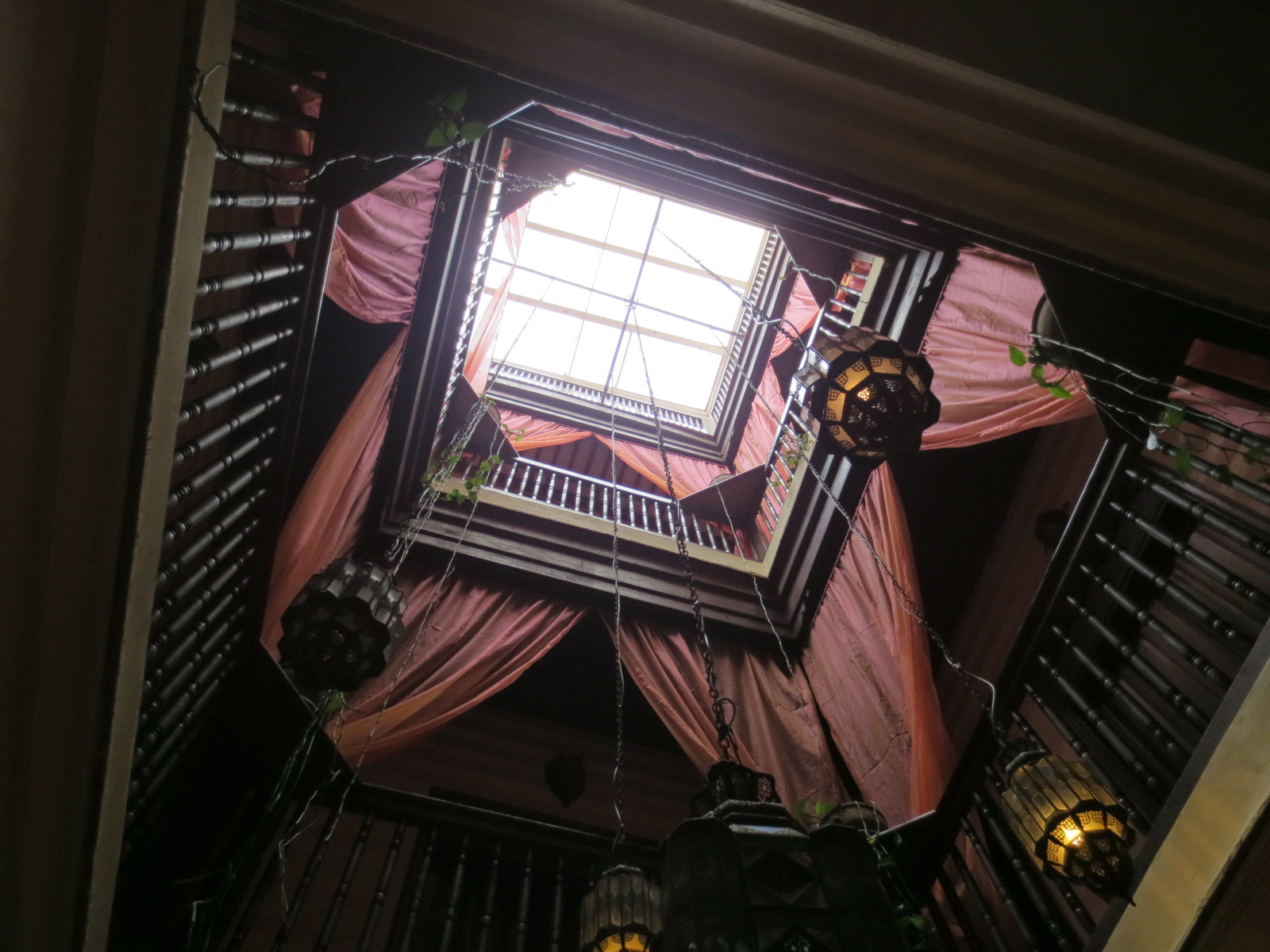
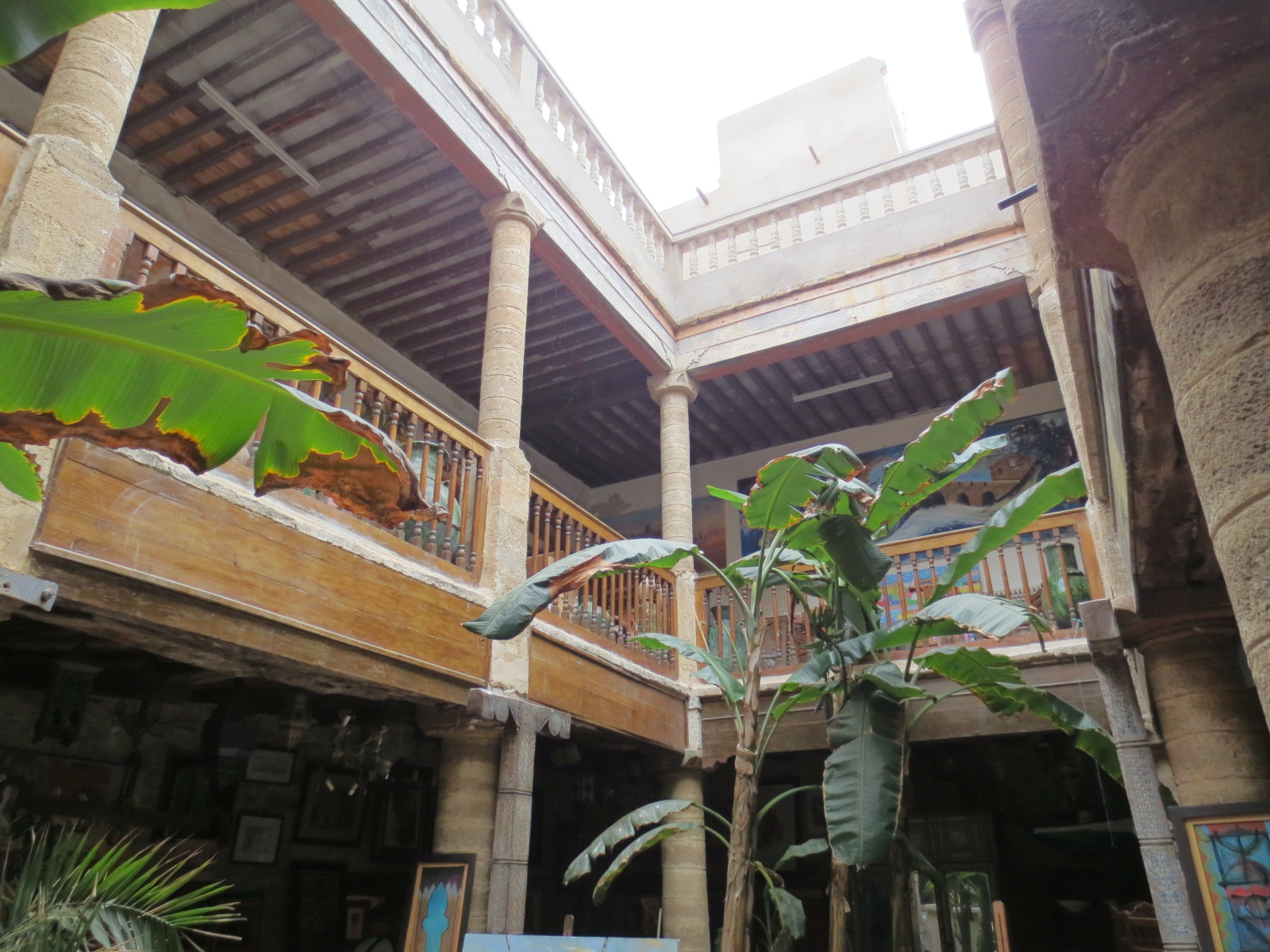
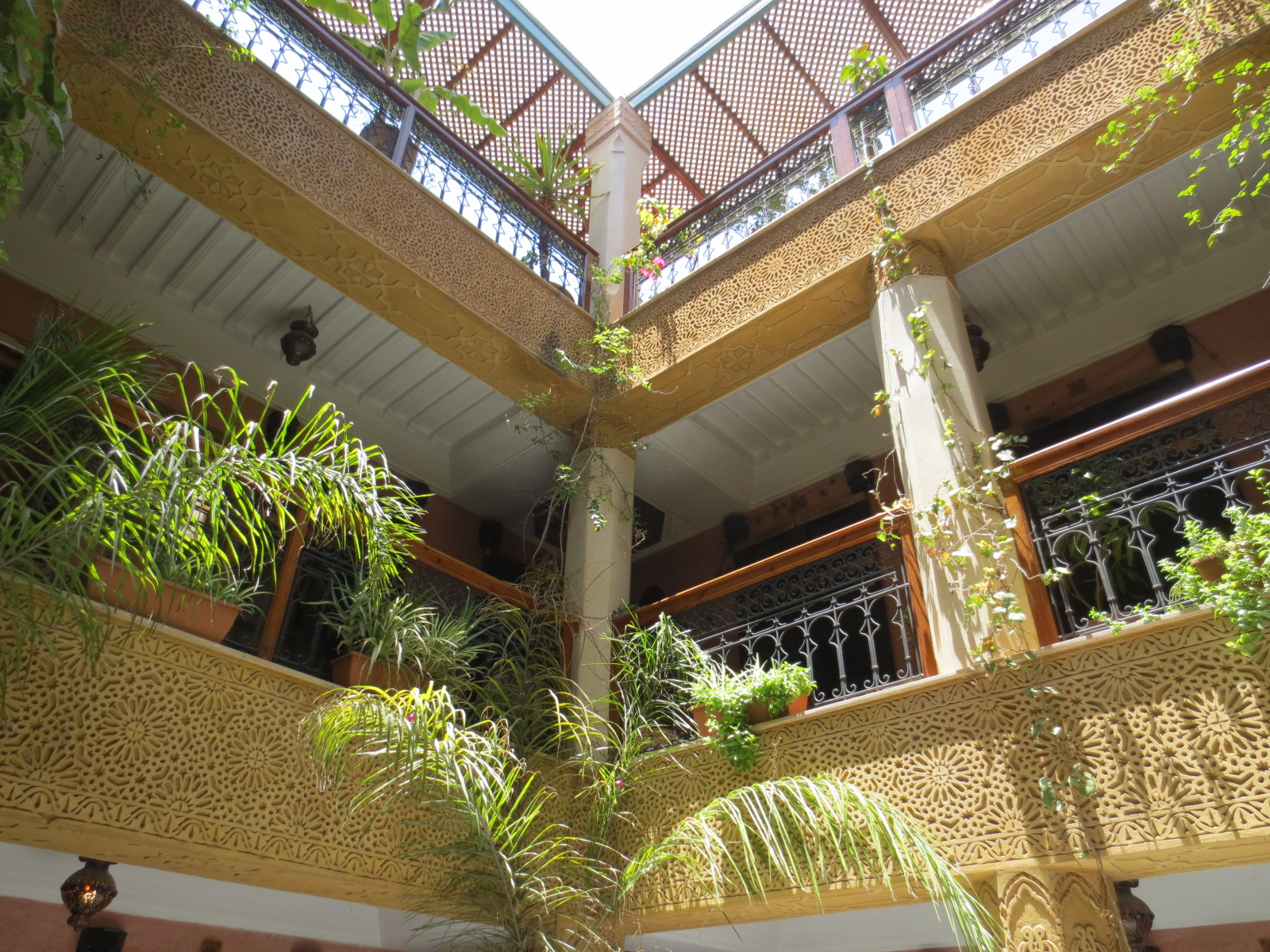
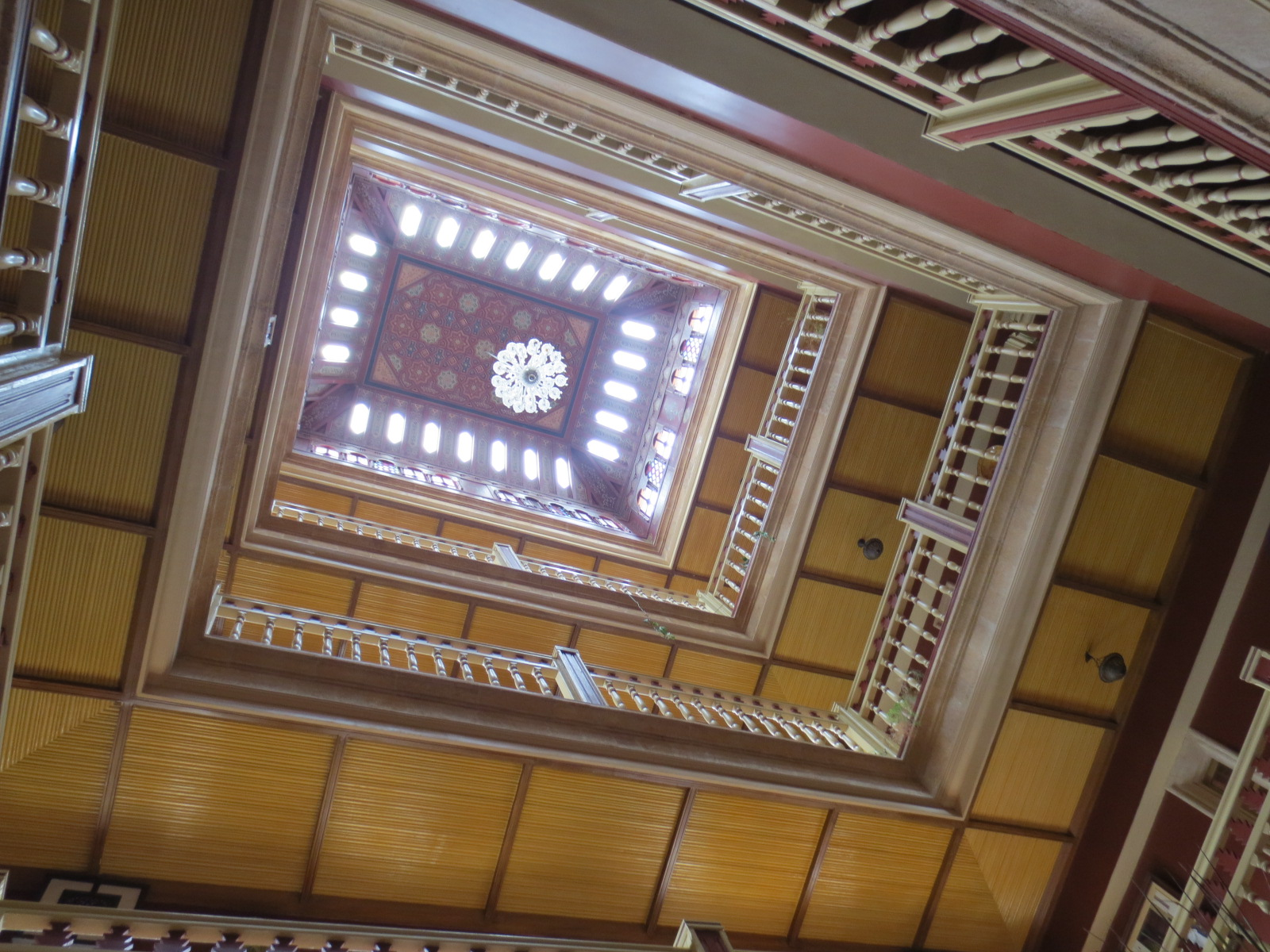

Les riads sont généralement décorés de façon traditionnelle et harmonieuse, voire luxueuse, avec des éléments anciens d'architecture islamique, d'architecture mauresque, d'artisanat marocain, d'arts de l'Islam, de motifs géométriques islamiques en céramique islamique et en zellige. Ils sont un des éléments importants et très recherchés du tourisme au Maroc, et en tant que lieu de villégiature.
Le plâtre est énormément utilisé par les artisans pour créer de véritables œuvres d'art architecturales et de décorations.

## Patrimoine historique
L'habitat traditionnel du Maroc, en particulier les riads anciens, est un trésor culturel.

Toit terrasse
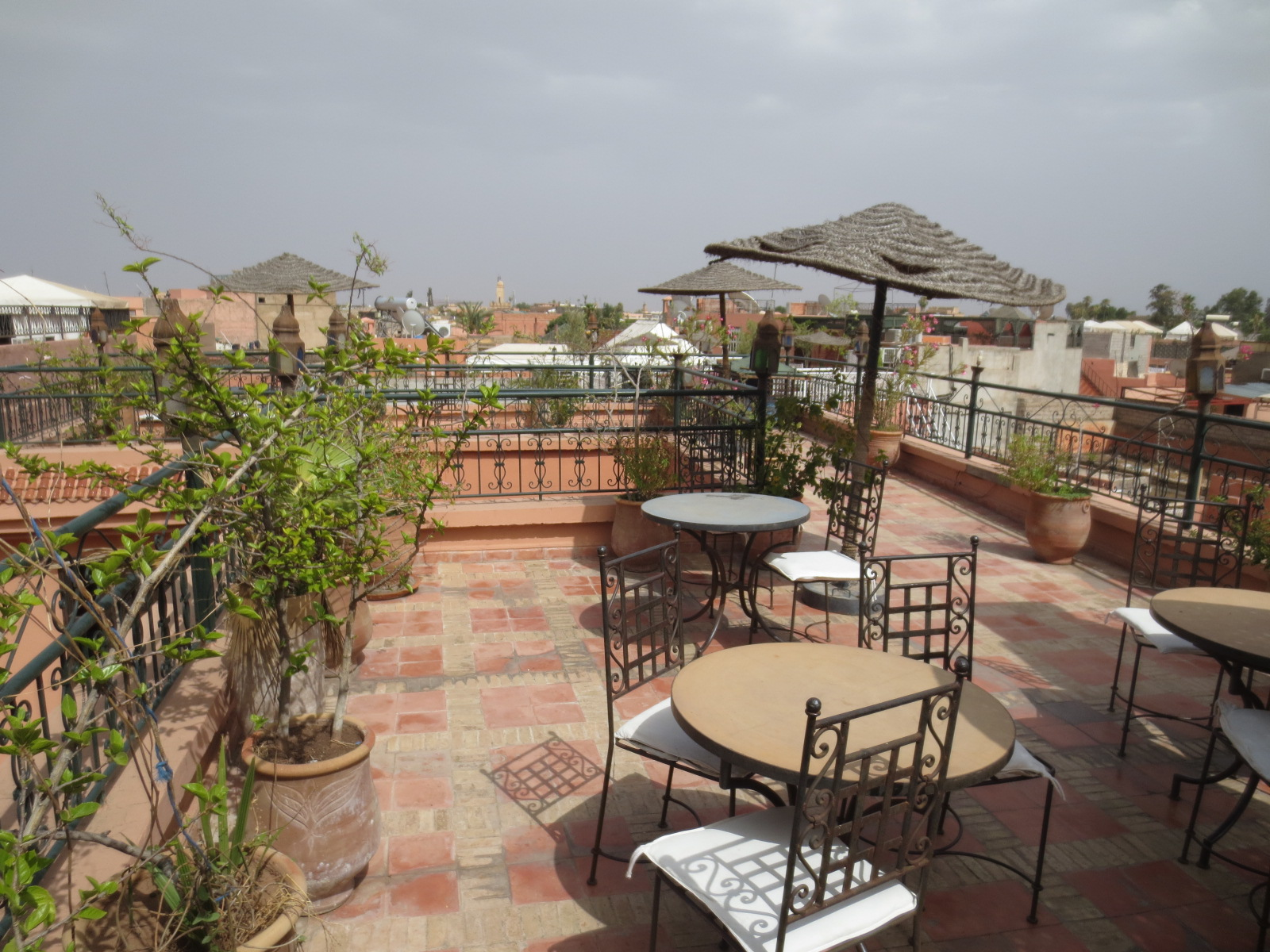
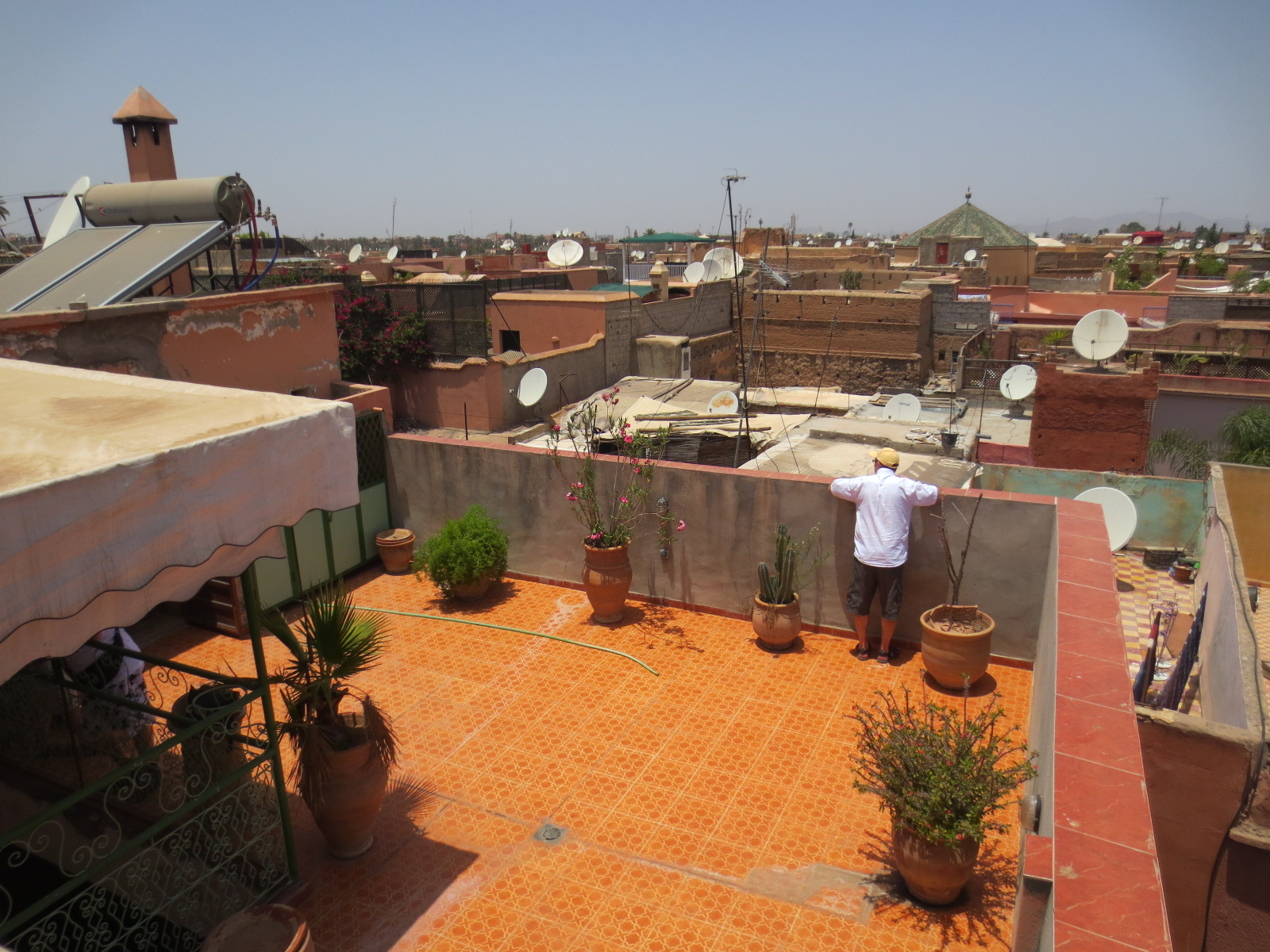
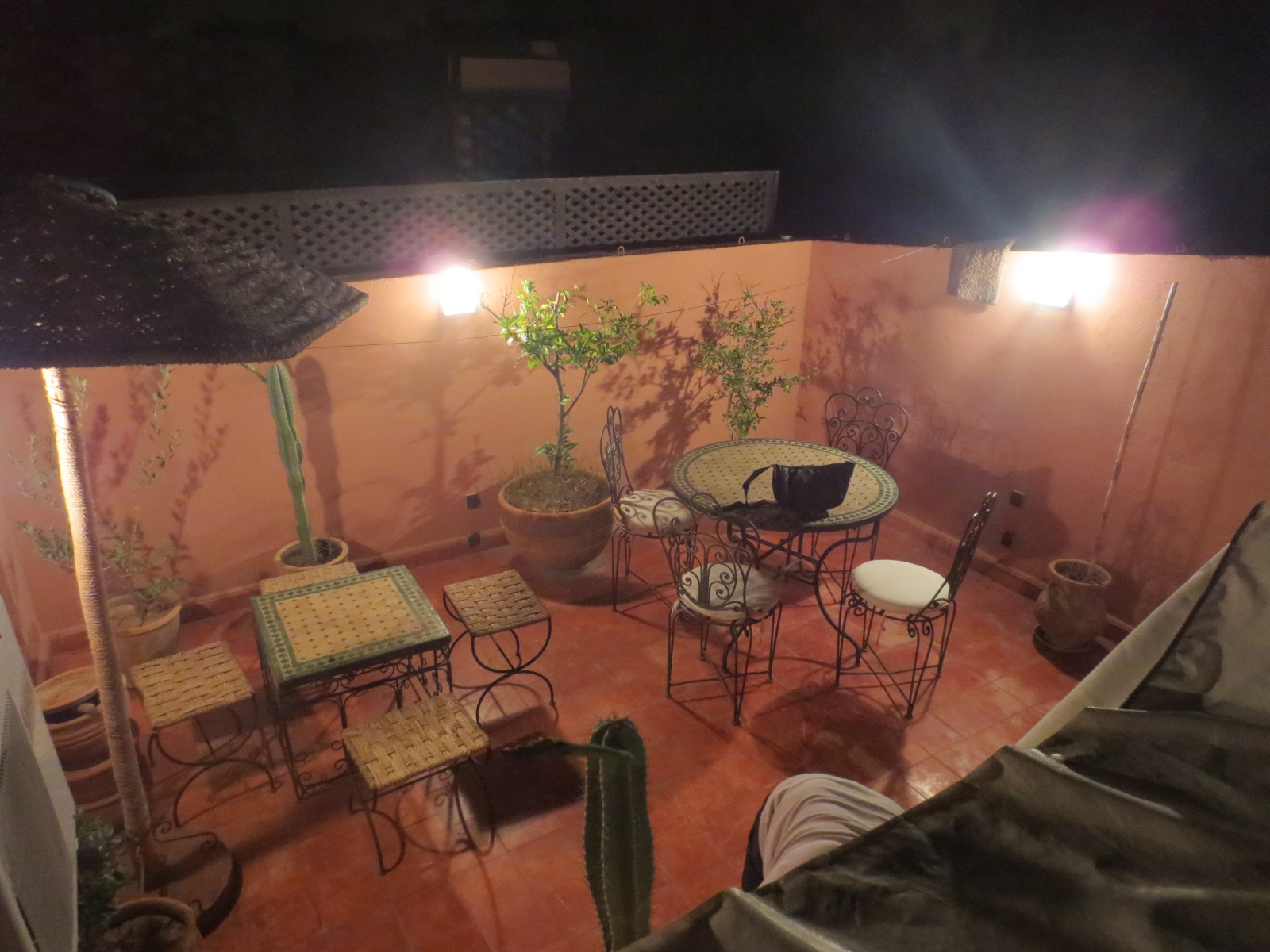
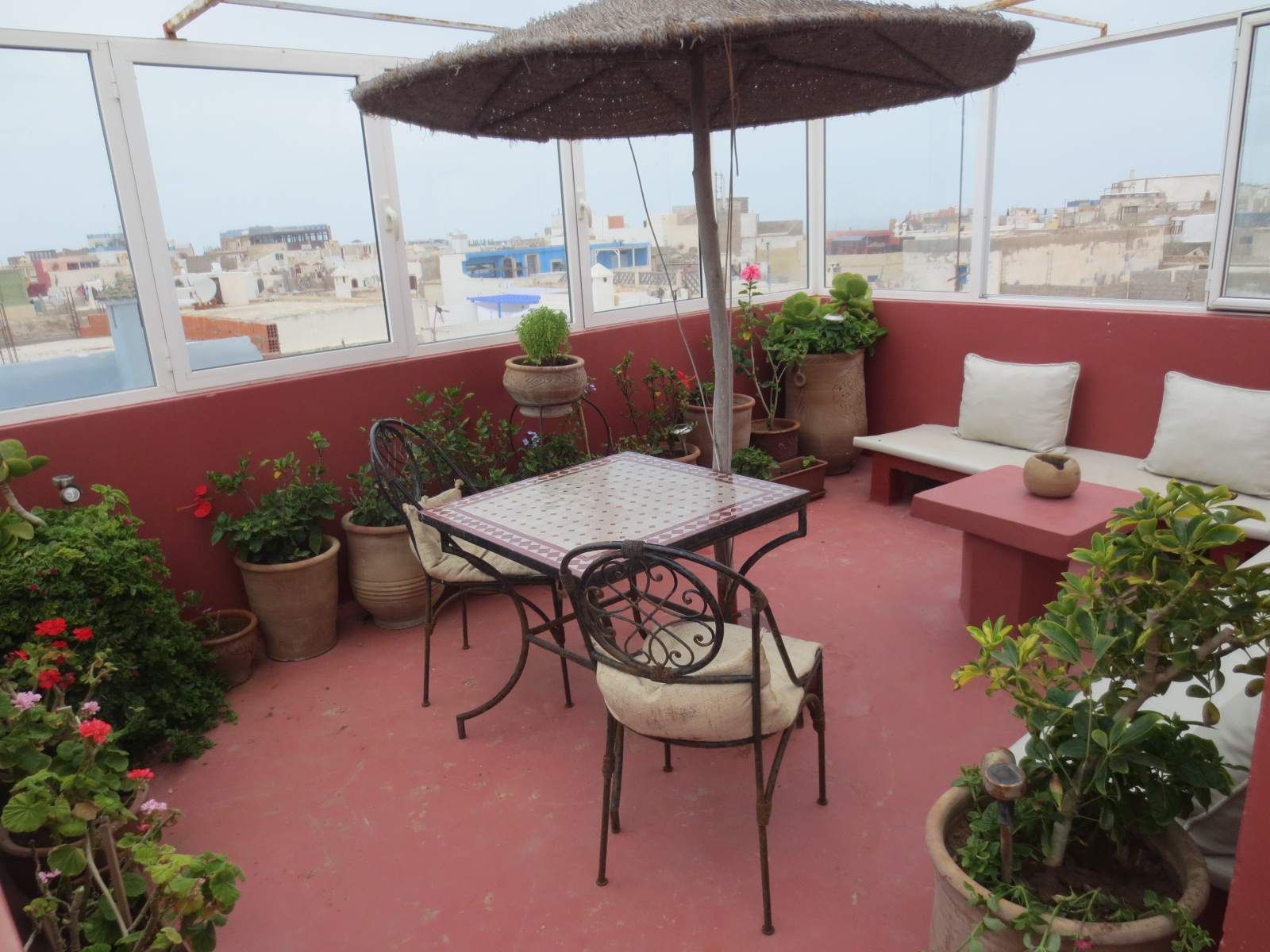
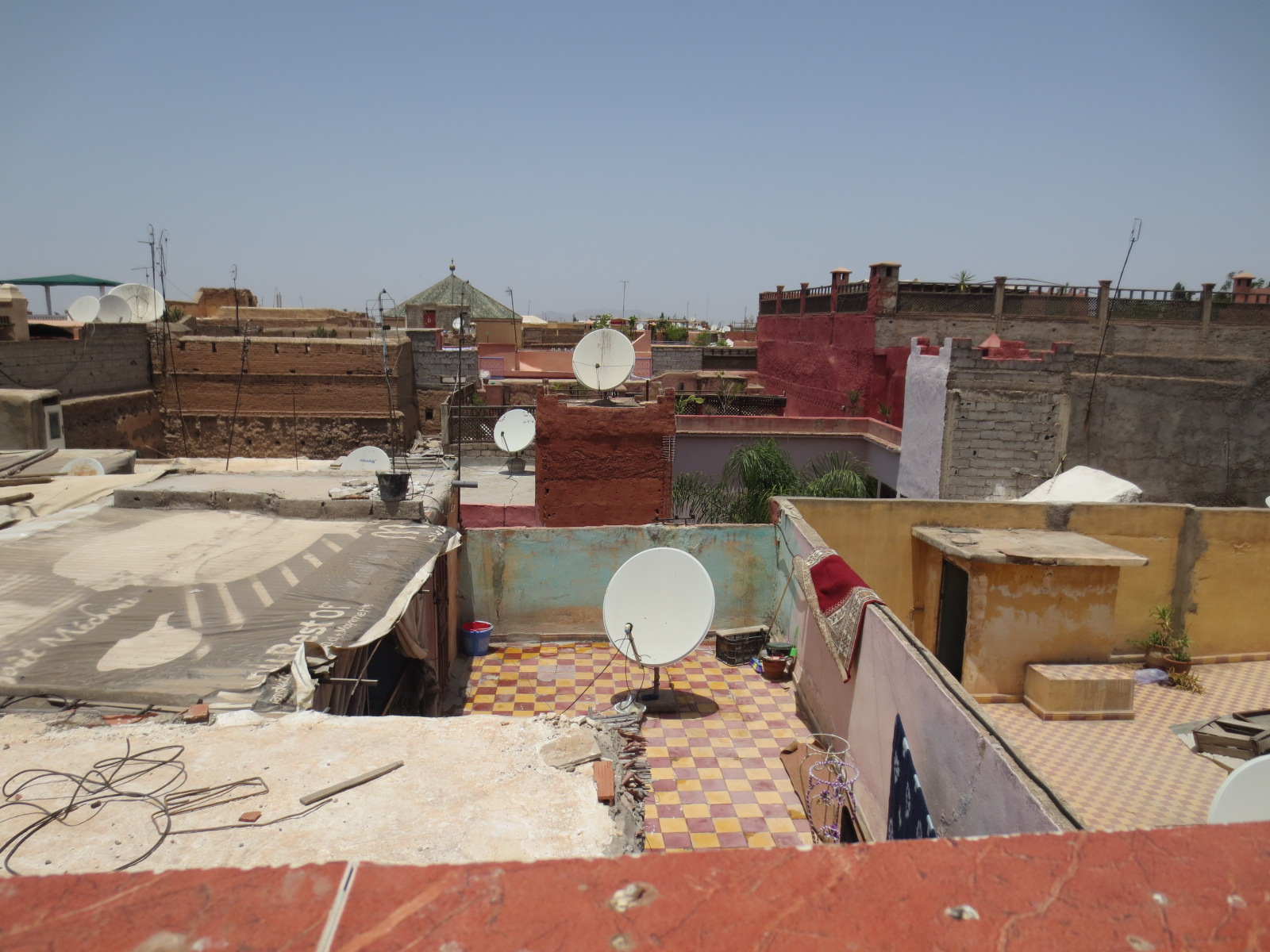

La croissance des nouvelles villes s'est traduite par une désaffection et une dégradation des habitats traditionnels. Il faudra attendre les années 1960 et 1970 pour que des artistes, des diplomates ou des personnalités célèbres, séduits par ces bijoux délaissés, restaurent d'anciennes demeures à Fès, Rabat, Salé, Meknès, Tanger, Essaouira ou Marrakech. Certains d'entre eux s'y installèrent définitivement, d'autres y passent quelques mois dans l'année.

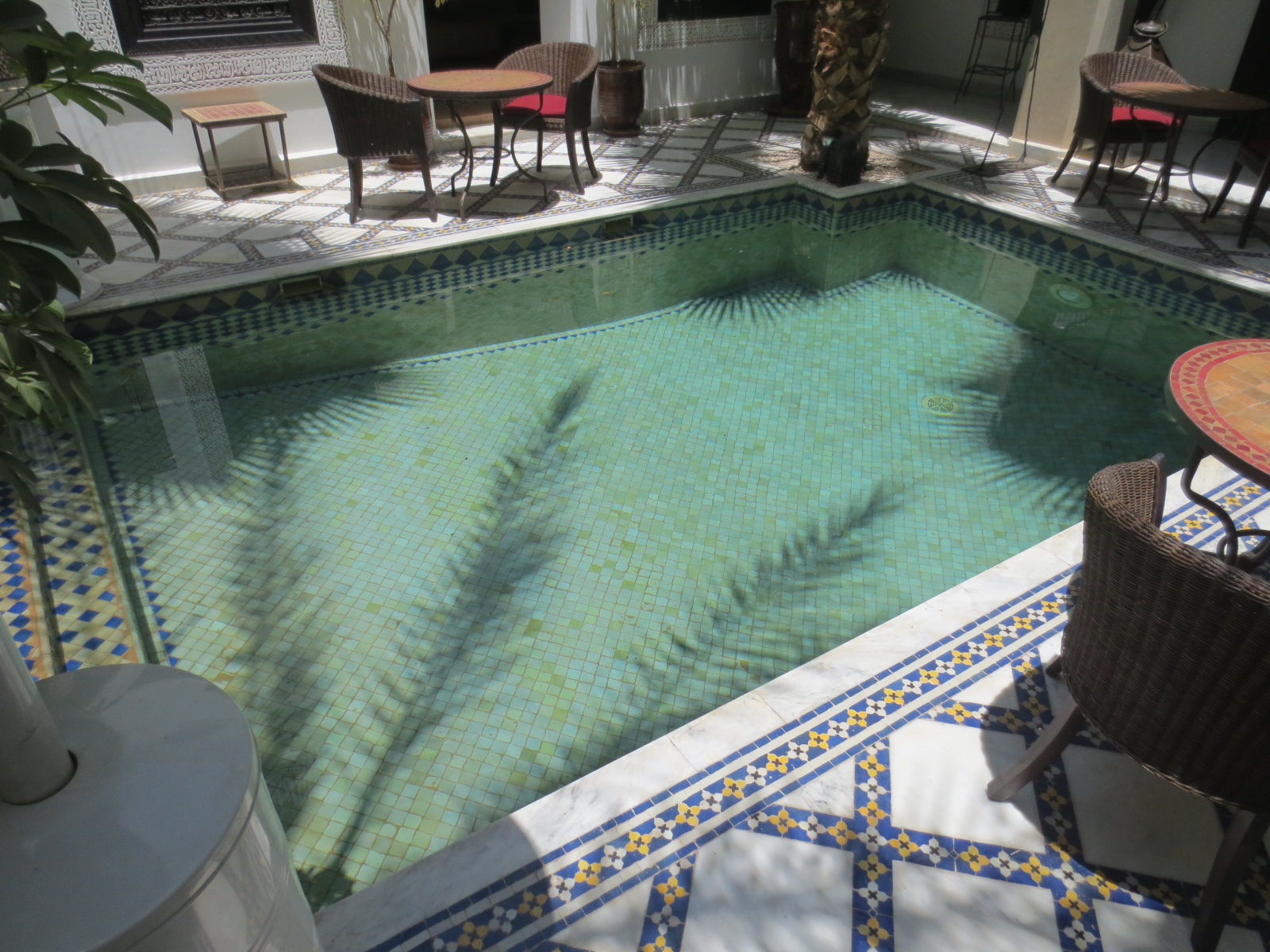
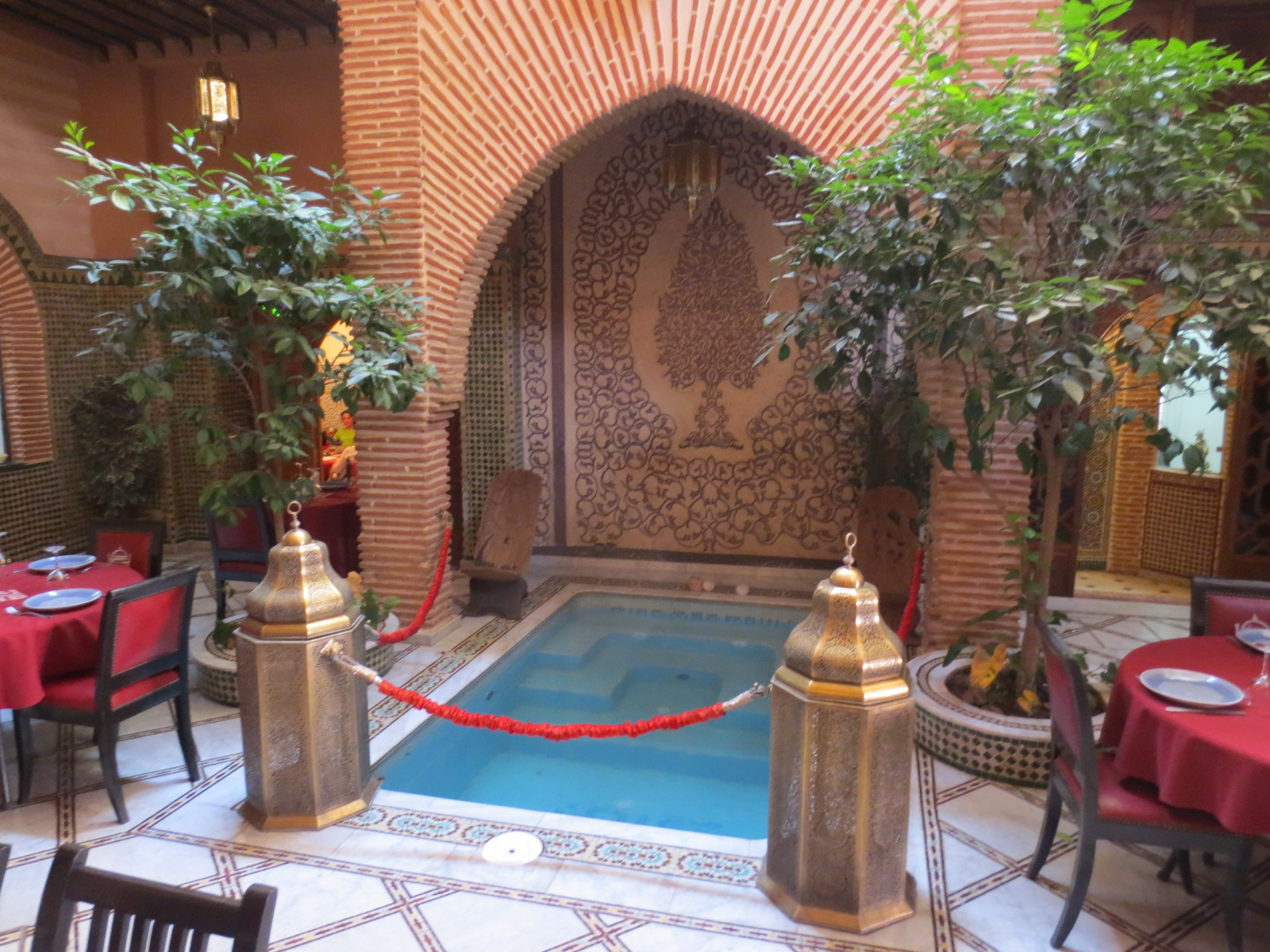
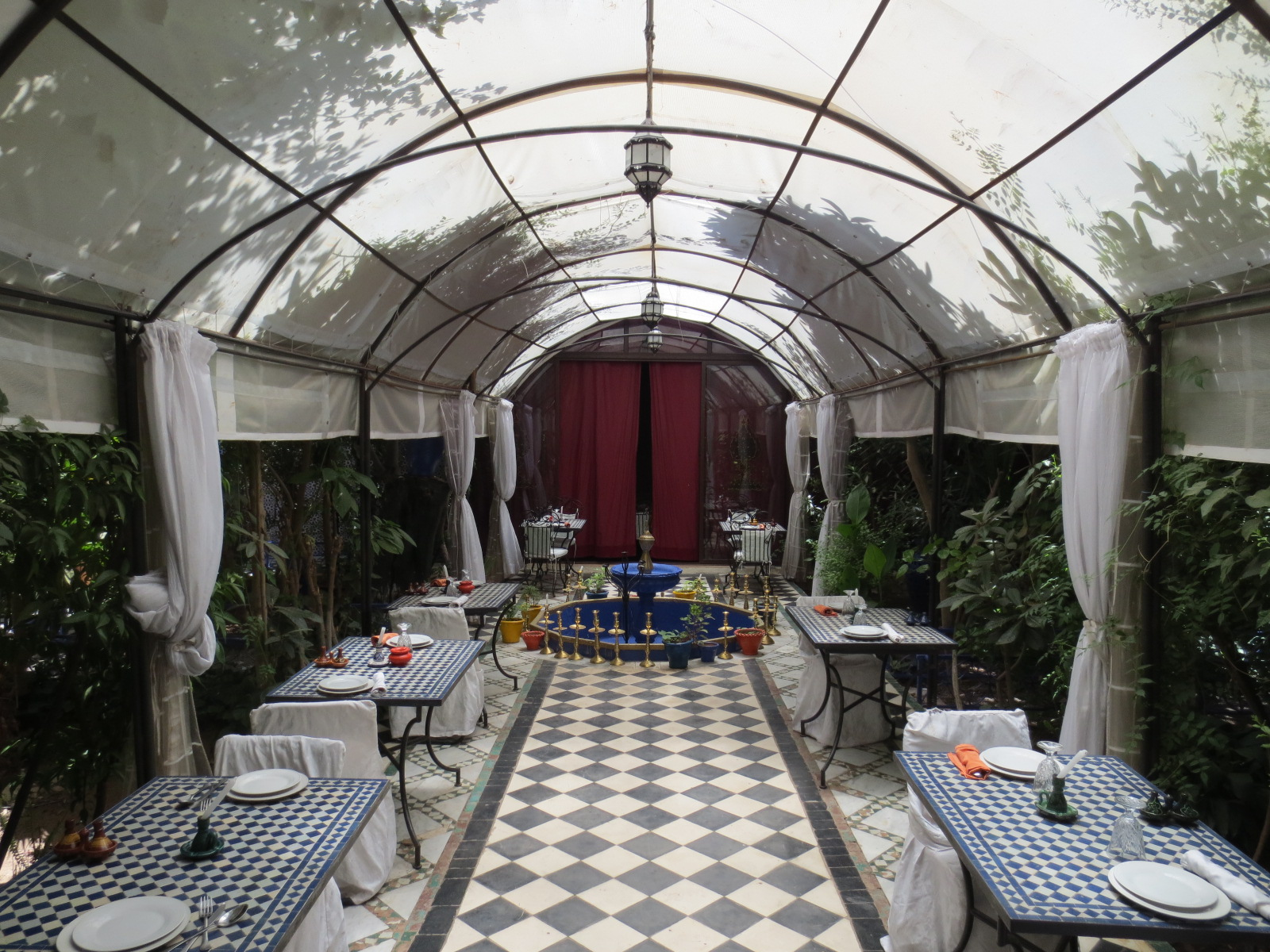
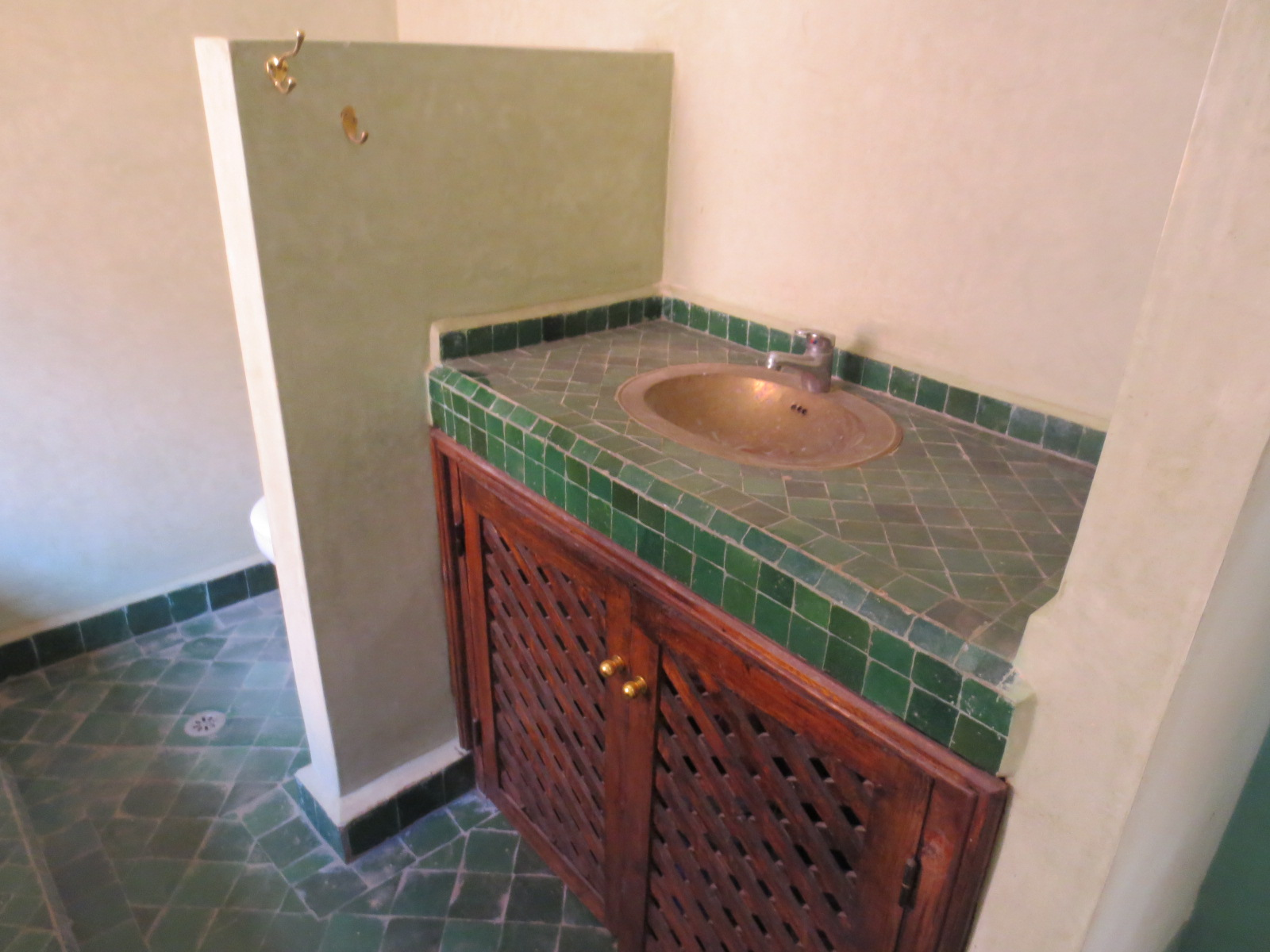
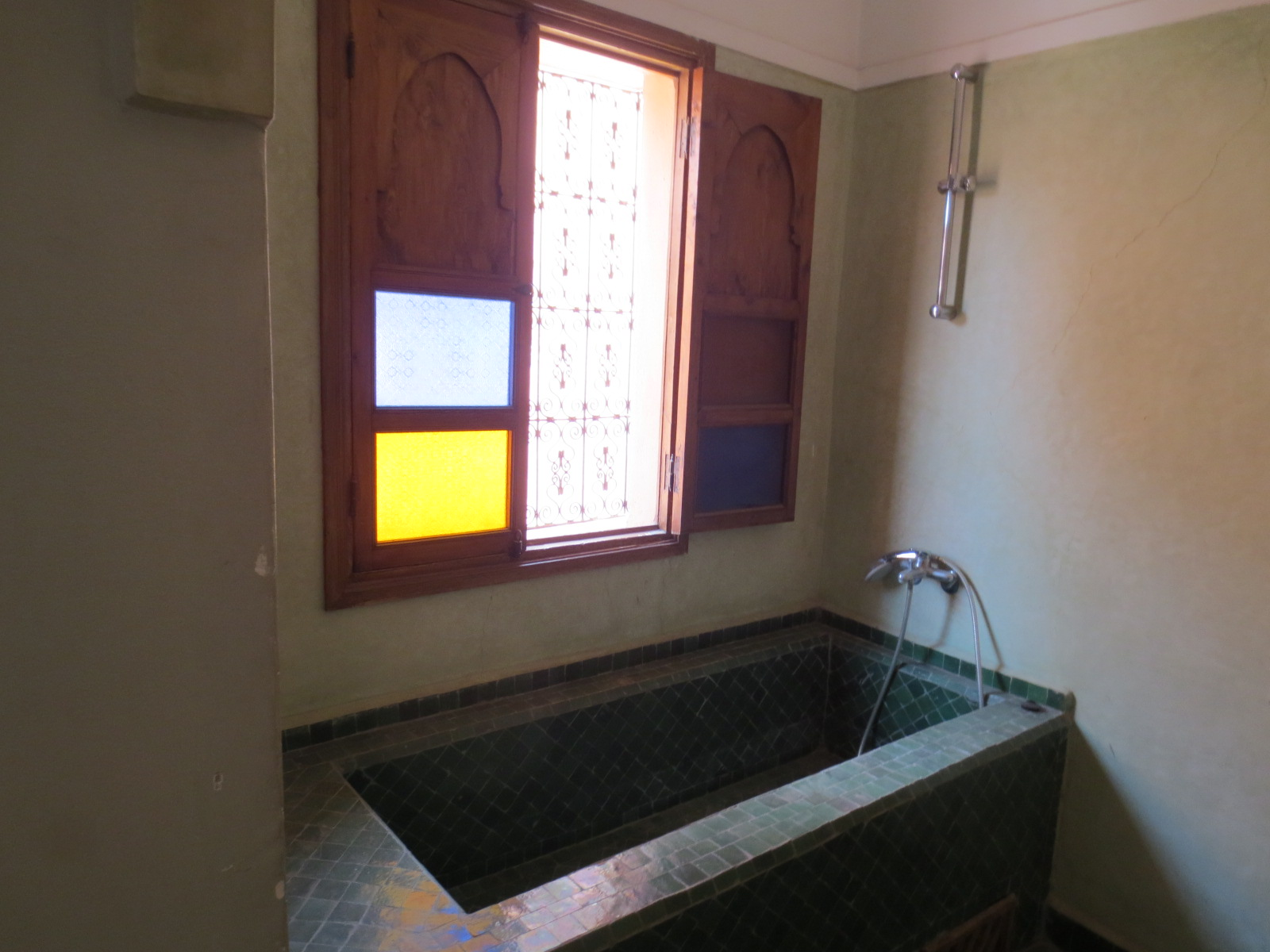

Menacés par la ruine du fait du départ des populations aisées vers les nouveaux quartiers modernes, ces riads bénéficient depuis les années 1990 d'un regain d'intérêt dû à la volonté d'une sauvegarde du patrimoine culturel et à un développement touristique. C'est pourquoi nombre d'entre eux ont été reconvertis en hôtel, maison d'hôtes ou restaurants.
Enfin, un nombre croissant de riads sont rachetés et réhabilités par des occidentaux qui en font leur résidence secondaire. La qualité de la restauration du riad peut cependant poser un problème du fait du non-emploi des matériaux et techniques traditionnels, souvent au profit du béton.
Si la plupart ont été réaménagés entièrement pour bénéficier de tout le confort moderne (salle de bains / douche en tadelakt, chauffage et cheminée pour l'hiver, climatisation, panneau solaire, etc.), d'autres, plus traditionnels, ont été peu modifiés.
Par extension abusive et dans une optique commerciale, le terme « riad » a été associé à d'autres types d'habitations au Maroc. Celles-ci peuvent être situées en dehors des anciennes villes (medina) et ne pas disposer de patio avec jardin. Riad devient ainsi un adjectif qui qualifie une habitation quelconque qui reprend certains éléments de l'architecture ou de la décoration des authentiques riads des medinas. On parle ainsi de « villa riad », « dar riad », « kasbah riad » et même « hôtel riad ».